# Joseph Lindley

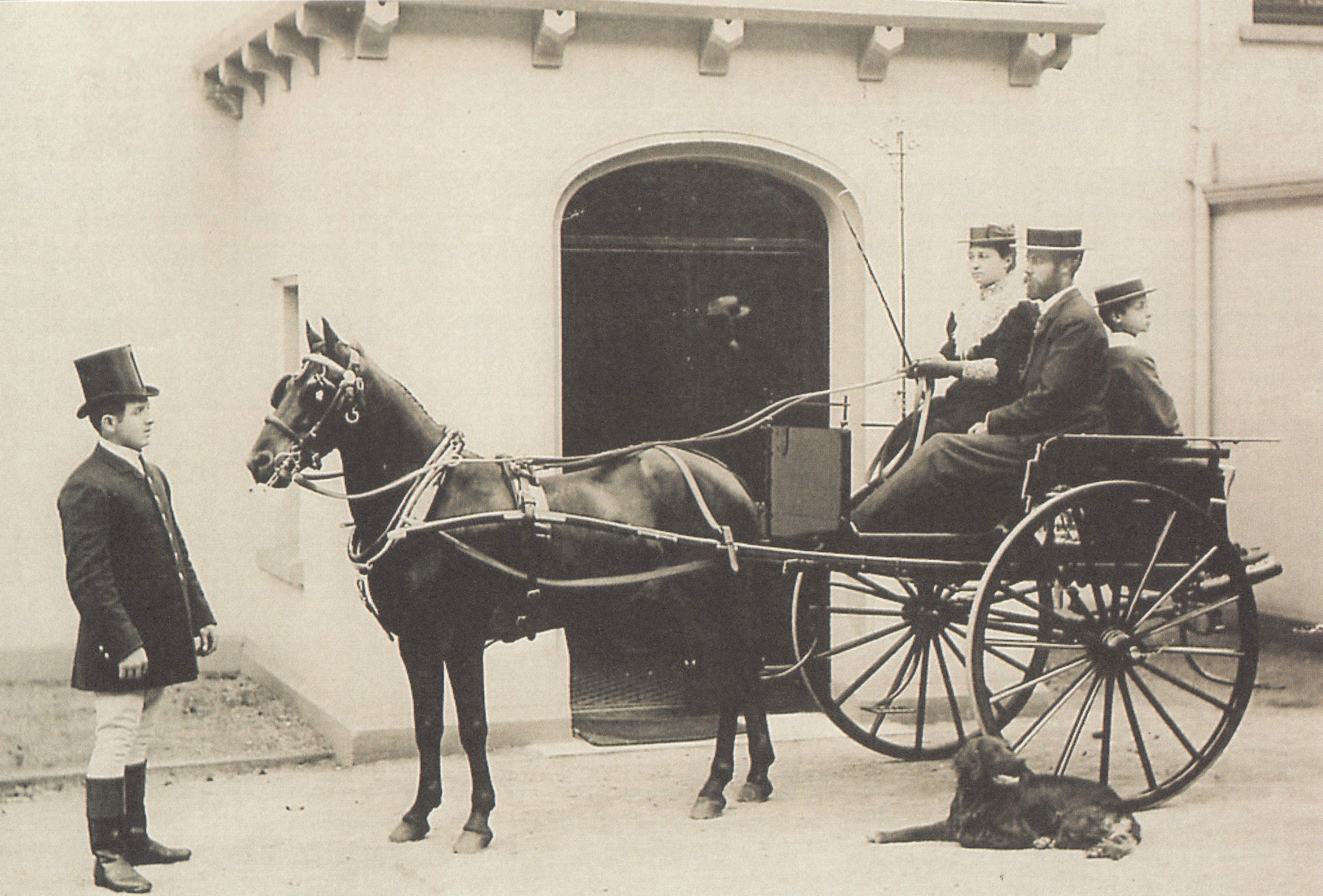
Joseph Lindley z rodziną w powozie

Joseph IV Lindley (ur. 18 maja 1859 w Hanowerze, zm. 20 kwietnia 1906 w Ober Ursel (Niemcy)) – brytyjski inżynier, najmłodszy z trzech synów Williama Lindleya i Julie Jeanne Heerlein.

## Życiorys
Ukończył studia techniczne na University of London. Podobnie jak najstarszy brat (William Heerlein Lindley) rozpoczął praktykę u ojca (Williama Lindleya) we Frankfurcie nad Menem. Od 1879 r., po przejściu W. Lindleya na emeryturę, kierował robotami kanalizacyjnymi w Elberfeldzie. Brał udział w projektowaniu systemu kanalizacyjnego Petersburga i Düsseldorfu. W latach 1884–1888 J. Lindley został inżynierem rezydentem w imieniu swego brata W. H. Lindleya w Elberfeldzie. Sprawował nadzór nad budową wielkich zbiorników deszczowych do specjalnego oddzielnego systemu zaopatrzenia w wodę części miasta położonej wyżej oraz kombinowanego systemu kanalizacji, prowadzonego w częściach miasta położonych niżej, nad brzegiem rzeki Wupper. W grudniu 1888 r. zastąpił swego starszego brata, Roberta Searlesa Lidleya, na stanowisku kierowniczym budowy kanalizacji i wodociągów w Warszawie.
Jak pisał autor notatki o J. Lindleyu: „W Warszawie budowa stacji pomp nad Wisłą oraz stacji filtrów w wyższej części miasta z rozległymi łukami sklepień zbiorników i filtrów oraz zasadniczej części kanalizacji i osuszania miasta o długości 105 mil, a także przeprowadzenie pomiarów trygonometrycznych miasta i jego przedmieść, prowadzone były pod jego bezpośrednim kierunkiem. (...) Sukces prowadzonych pod jego kierunkiem prac w znacznym stopniu był wynikiem przemyśleń i niezwykłego przywiązywania wagi do powierzonych mu zadań oraz energii, z jaką pokonywał różnorakie problemy, z których te o charakterze administracyjnym, nie dające się oddzielić od prac publicznych w Rosji, nie były najmniej istotnymi”. J. Lindley otaczał się wyłącznie Polakami, uczestniczył w życiu bieżącym miasta, współfinansował i był wiernym czytelnikiem „Przeglądu Technicznego”. Cieszył się szacunkiem zarówno pracodawców, jak i sympatią współpracowników. Często podkreślano jego cechy takie jak: sprawiedliwość, dobroć serca i uczynność dla potrzebujących pomocy.
W Warszawie J. Lindley mieszkał przy ul. Hortensji 5 (obecnie W. Górskiego) (w 1890 r.). W Warszawie spędził 17 lat swojego krótkiego życia. Był członkiem Rosyjskiego Towarzystwa Inżynierów Wodnych i wielu innych organizacji europejskich. 3 marca 1891 r. został członkiem Institution of Civil Engineers. Miał talent do języków. Płynnie pisał i mówił po niemiecku, francusku i rosyjsku. Gorliwie uczył się języka polskiego by móc porozumiewać się z robotnikami i śledzić publikacje w prasie krajowej.
1 lutego 1894 r. ożenił się z Emmy Suermondt z Wrocławia. Miał z nią dwoje dzieci (Henry’ego Williama i Julię Anitę).
25 grudnia 1903 r. wyjechał z Warszawy. W 1904 r. był w Londynie, gdzie uzyskał kolejną wizę rosyjską i 5 września wrócił do Warszawy. Już wtedy chorował. Autor wspomnień o Josephie pisze, że w roku 1905 został on zobowiązany do rezygnacji z zajmowanego stanowiska, ze względu na pogarszający się stan zdrowia. Czytamy również: „(...) przez 16 lat rozwinął u nas bardzo pożyteczną działalność. Wielkiej jego pracowitości i energii zawdzięcza Warszawa doprowadzenie do końca tych robót [kanalizacyjnych]. Cierpienie nerwowe sprowadziło śmierć przedwczesną Lindleya”, który odszedł 20 kwietnia 1906 r. w zakładzie leczniczym w Ober Ursel, w wieku zaledwie 47 lat. Jak pisał Emil Sokal: „Przyczyny przedwczesnego zgonu szukać należy w przeciążeniu pracą zawodową, z której początkowo wywiązała się choroba nerwowa, a gdy pomoc lekarza okazała się bezowocną, gdy podróże i pobyt w klimacie południowym, zamiast ulgi i poprawy, wywołały skutek niepożądany, chory powrócił do Frankfurtu i leczył się w sanatorium dla nerwowo chorych, gdzie życie pracowite zakończył”. Pochowany na cmentarzu Haupt Friedhof w Marburgu.
W wyniku zniszczeń spowodowanych II wojną światową, wnuczka Josepha, Margaret Shulz, przeniosła kamień nagrobny z cmentarza do ogrodu swojego domu w tym mieście. Dzieło Lindleyów jest jednym z rzadkich śladów dawnego miasta we współczesnej Warszawie i jednym z licznych świadectw lindleyowskiej działalności w Europie. Liczba miast, w której Lindleyowie prowadzili prace jest imponująca: 66, w Polsce 7: Jelenia Góra (Hirschberg), Łódź, Modlin (Nowogieorgiewsk), Radom, Szczecin, Warszawa i Włocławek.